# NK Zemunik Zemunik Donji
NK Zemunik je nogometni klub iz mjesta Zemunik Donji koji se nalazi u blizini grada Zadra. 

Osnovan je 1925. pod imenom SK Kotarac. Osnivači kluba bili su Janko Rodin, Miro Šuljak, Edo Čorić i drugi. Poslije Drugog svjetskog rata obnovljen je 1947. godine pod imenom NK Mladost. Godinu dana zvao se Budućnost, a sadašnje Zemunik ime nosi od 1963. godine.